# Schnapsen
Le Schnapsen est un jeu de cartes, populaire en Autriche.

## Caractéristiques
Le Schnapsen est un jeu de levées pour 2 joueurs, joué avec 20 cartes. Il s'agit d'un jeu populaire en Autriche, où il est joué avec des cartes aux enseignes françaises (cœur, pique, carreau et trèfle) ou aux enseignes germaniques (glands, feuilles, cœurs et cloches). Les cartes employées sont l'as ou le daus, le 10, le roi, la dame ou l'ober, et le valet ou l'unter, valables respectivement 11, 10, 4, 3, et 2 points.
Lors d'une partie, une couleur d'atout est déterminée au hasard. Chaque joueur possède 6 cartes en main et pioche pour la compléter après chaque coup. Le but du jeu est d'être le premier à cumuler un score de 66 points. Un joueur qui possède le roi et la reine d'une même couleur marque 20 points (40 points s'il s'agit de l'atout), lorsqu'il joue le premier des deux.
Le Schnapsen est très proche du soixante-six, joué en Europe centrale, dont il ne diffère que sur quelques points. D'autres jeux proches existent à travers l'Europe, comme le mariáš (en) en République tchèque et Slovaquie, l'ulti (en) en Finlande, le marjapussi (en) et le snapszli en Hongrie, le Tausendeins en Autriche, le tyziatcha en Russie et Ukraine, le tute en Espagne, le bésigue en France et le pinochle (en) aux États-Unis,.
En Autriche et en Hongrie, le jeu est suffisamment populaire pour que des paquets de cartes dédiés, les Schnapskarten, soient vendus.

## Règles
Les règles du Schnapsen sont très proches de celles du soixante-six, avec toutefois les différences suivantes :
- Le Schnapsen se joue avec 20 cartes au lieu de 24, les 9 n'étant pas utilisés. En conséquence, chaque joueur ne reçoit que 5 cartes dans sa main et non 6.
- Comme les 9 ne sont pas employés, il est possible d'échanger le valet d'atout avec la carte d'atout sous le talon.
- Les mariages de rois et reines sont possibles même après clôture ou épuisement du talon.
- Il n'est possible de clore le talon qu'après avoir pioché.